# ژووکیوکا (استان لوبلین)
ژووکیوکا (به لهستانی:  Żółkiewka) یک روستا در لهستان است که در گمینا ژووکیوکا واقع شده‌است. ژووکیوکا ۷۹۰ نفر جمعیت دارد.